# San Pio da Pietrelcina
San Pio da Pietrelcina är en kyrkobyggnad i Rom, helgad åt den helige Pio av Pietrelcina. Kyrkan är belägen vid Via Paolo Stoppa i zonen Acilia Sud och tillhör församlingen San Pio da Pietrelcina.

## Historia
Kyrkan uppfördes åren 2007–2010 efter ritningar av arkitekten Alessandro Anselmi och konsekrerades den 23 oktober 2010 av kardinalvikarie Agostino Vallini. Exteriören domineras av de tre monumentala parabolbågarna.